# Ейзендейке
Ейзендейке (нід. IJzendijke) — місто в нідерландській провінції Зеландія. Входить до муніципалітету Сльойс.
Його площа — 47,08 км², а населення станом на 2021 рік становило 2400 осіб.
До 1970 року мало статус окремого муніципалітету.

## Галерея

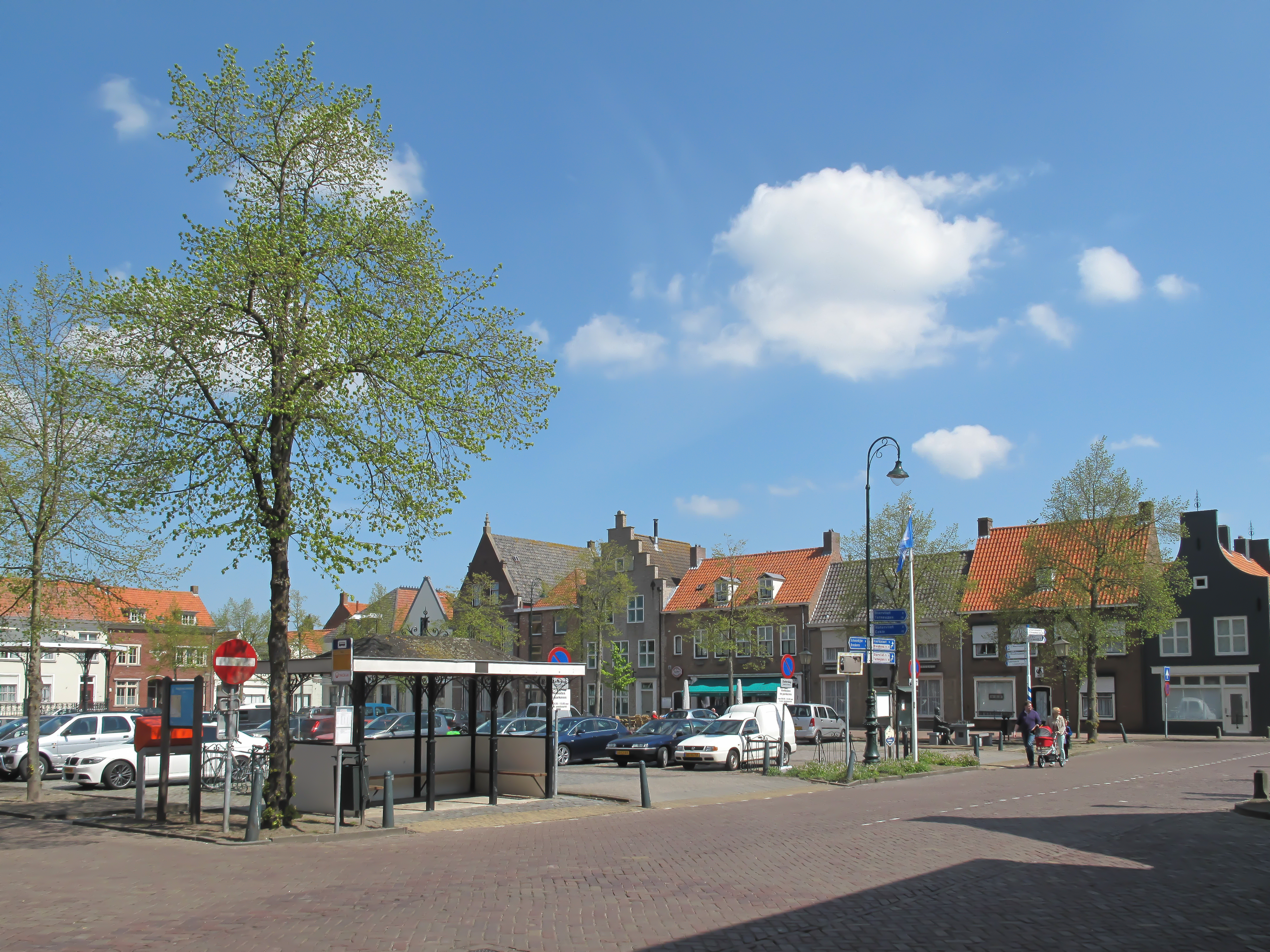
Центральна площа міста
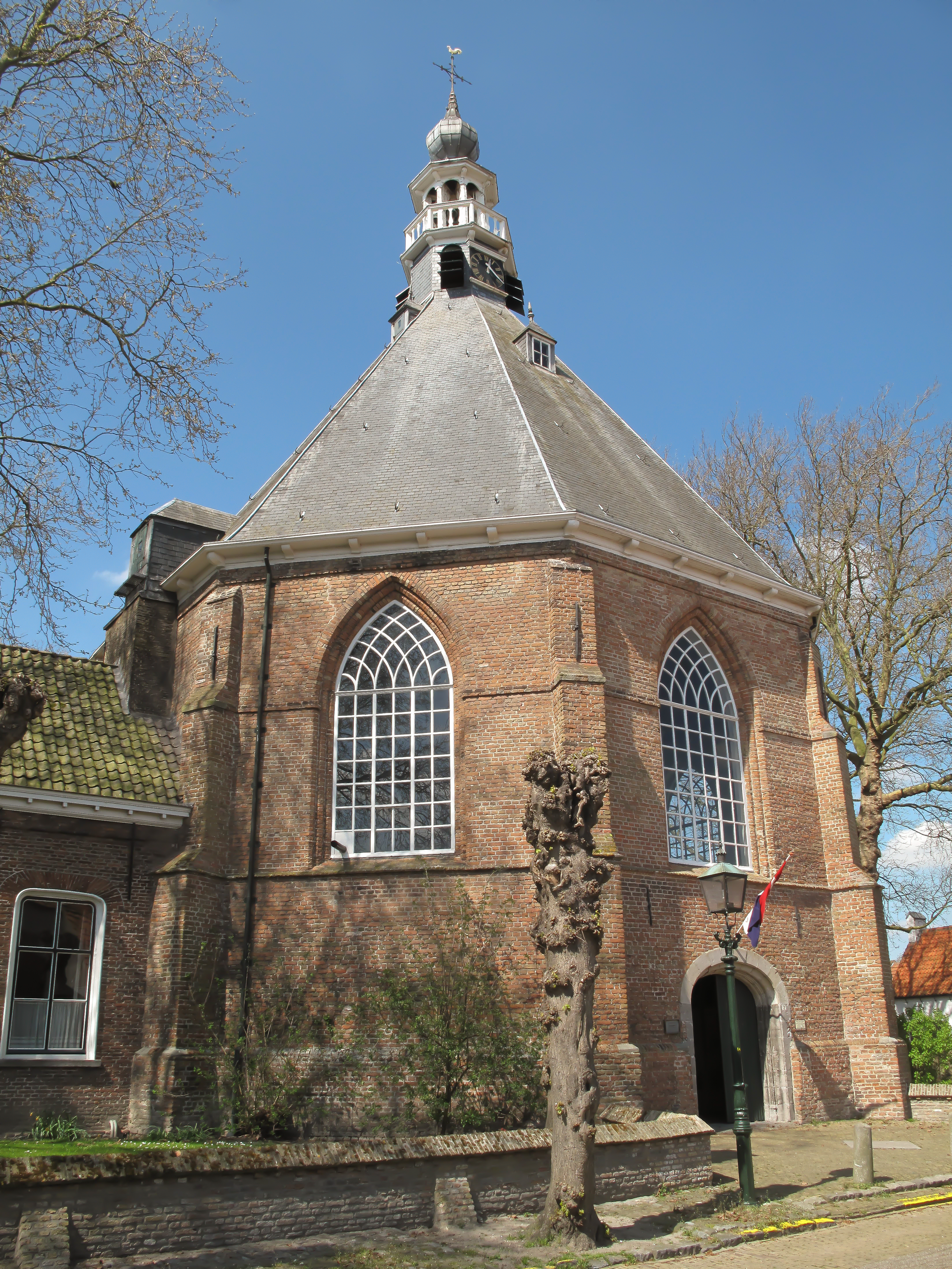
Реформістська церква
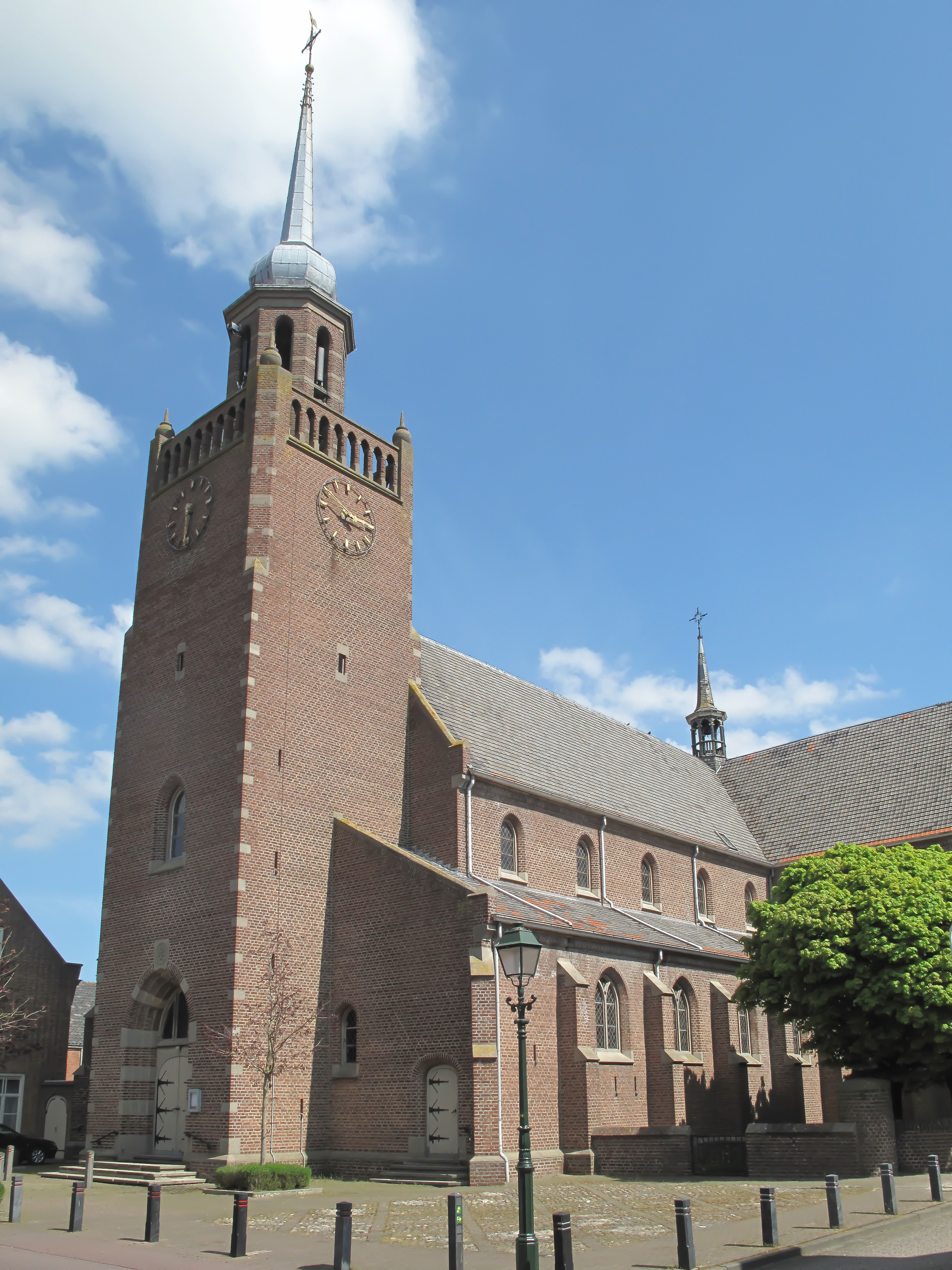
Католицька церква
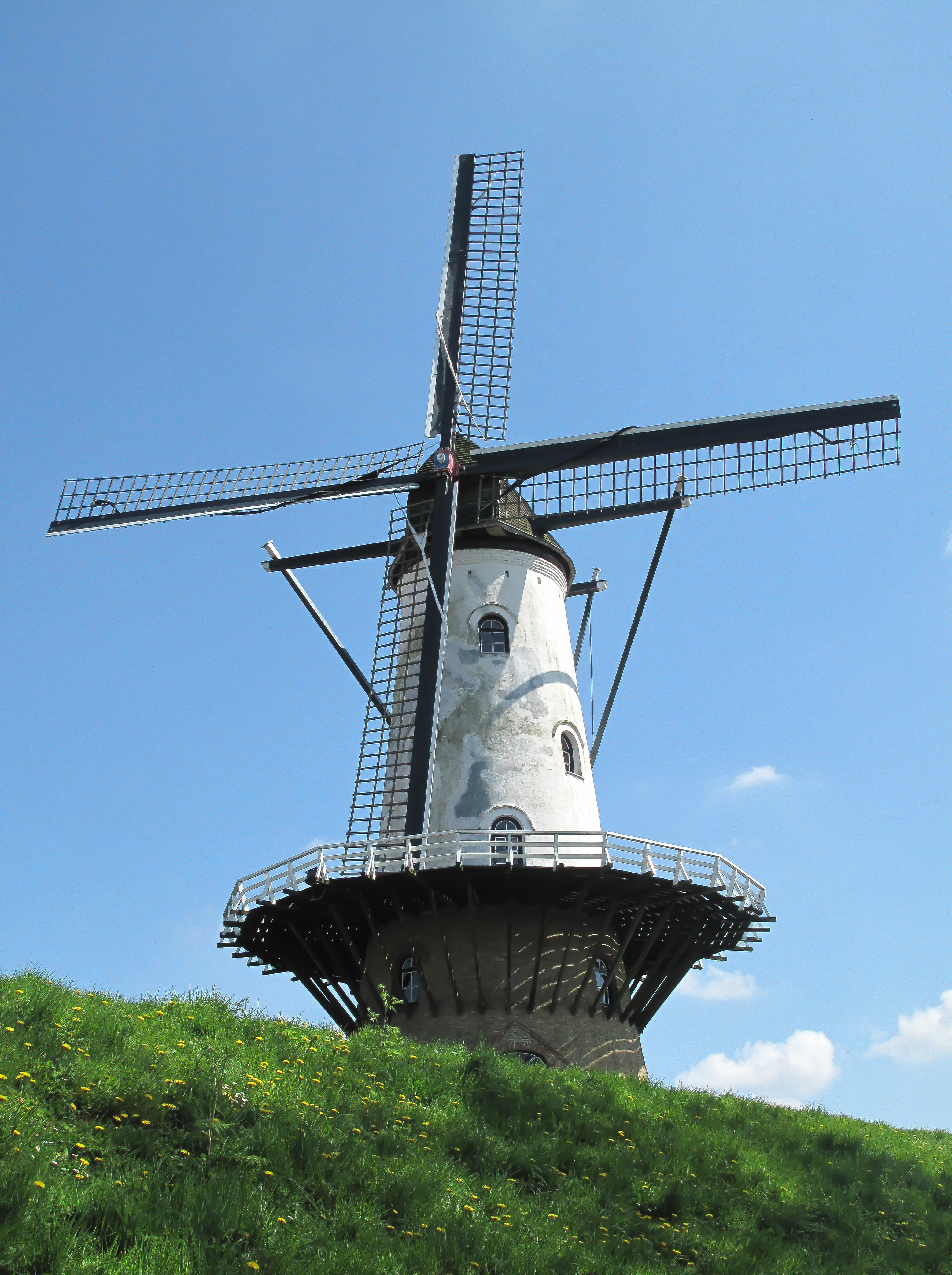
Вітряк de Witte Juffer
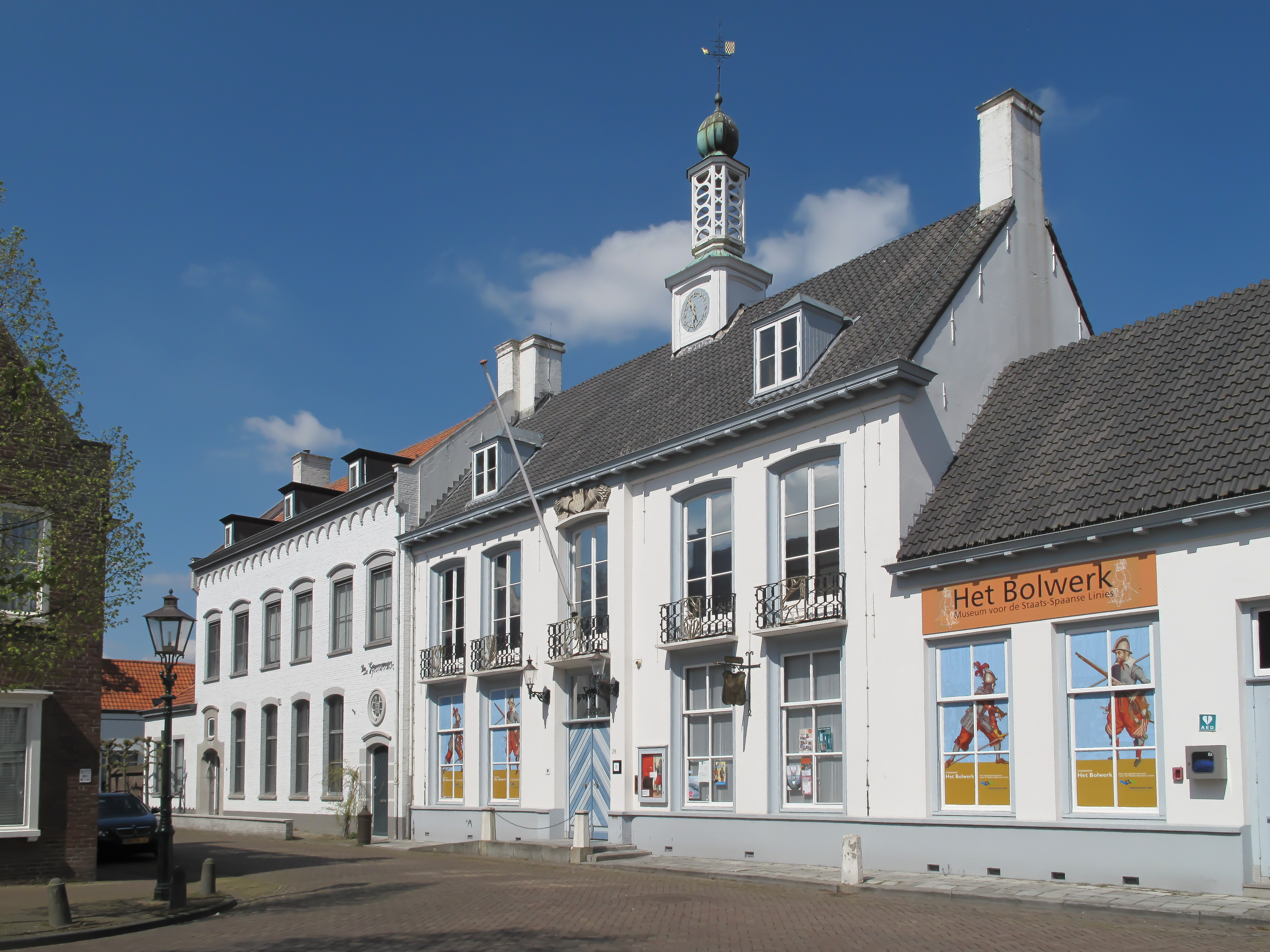
Міський музей